# Bradyina
Bradyina es un género de foraminífero bentónico de la familia Bradyinidae, de la superfamilia Endothyroidea, del suborden Fusulinina y del orden Fusulinida. Su especie tipo es Bradyina nautiliformis. Su rango cronoestratigráfico abarca desde el Viseense (Carbonífero inferior) hasta el Cisuraliense (Pérmico inferior).

## Discusión
Clasificaciones más recientes incluyen Bradyina en la superfamilia Bradyinoidea, del suborden Endothyrina, del orden Endothyrida, de la subclase Fusulinana y de la clase Fusulinata.

## Clasificación
Se han descrito numerosas especies de Bradyina. Entre las especies más interesantes o más conocidas destacan:
- Bradyina compressa †
- Bradyina micula †
- Bradyina nautiliformis †
- Bradyina venusta †

Un listado completo de las especies descritas en el género Bradyina puede verse en el siguiente anexo.